# Waldemar Werther (Kryptologe)
Waldemar Werther (* 2. Juni 1913 in Odessa; † um 1988) war ein deutscher Kryptoanalytiker. Während des Zweiten Weltkriegs arbeitete er als Luftwaffenoffizier in der Chiffrierstelle (Chi-Stelle) des Oberkommandos der Luftwaffe hauptsächlich an der Entzifferung sowjetischer Funksprüche.

## Leben

### Vor dem Zweiten Weltkrieg
Geboren kurz vor dem Ersten Weltkrieg im Süden des damaligen Russischen Kaiserreichs, beherrschte er die russische Sprache fließend. Seine Eltern waren Viktor Werther, Geschäftsführer eines dort ansässigen Handelsunternehmens, und dessen Ehefrau Helen, Tochter von Leonard Kositzki-Korsuchin, aus Irkutsk, der dort eine Goldmine besaß.
In Folge der Oktoberrevolution (1917) sah sich seine Familie gezwungen, das Land zu verlassen. Sie flohen 1919 zusammen mit dem kaum 6‑jährigen Jungen in die Schweiz. Ein Jahr später zogen sie nach Deutschland, zunächst nach Erfurt, dann nach Berlin, wo er dann zur Schule ging. Im Jahr 1925 wanderte die Familie in die lettische Hauptstadt Riga aus. Dort schloss der gerade 18-Jährige seine Schulausbildung im Juni 1931 an der dortigen Deutschen Schule für Naturwissenschaften ab und erhielt das Reifezeugnis. Unmittelbar danach begann er ein Politik-Studium in Berlin, das er jedoch nicht beendete. In der Zeit bis 1936 arbeitete er auch als Werkstudent und unternahm zahlreiche Auslandsreisen, unter anderem nach Finnland, Estland, Lettland, Österreich, die Schweiz und nach Frankreich.
Zum 1. Januar 1937 trat er als 23-jähriger Rekrut in die deutsche Luftwaffe ein und wurde zum Fernmelder ausgebildet. Ab Juli 1937 folgte eine kryptologische Ausbildung in der Horchstelle des Reichsluftfahrtministeriums, aus der etwas später die Chi-Stelle des Oberkommandos der Luftwaffe, OKL/Chi, entstand. Im Mai 1938 trat er der NSDAP bei. Ein Jahr später, im Juni 1939, heiratete er Hetty Rappe, eine Rotkreuzschwester und Tochter von Carl Rappe, einem Gutsbesitzer aus Korbach.

### Während des Krieges
Nach Ausbruch des Zweiten Weltkriegs spezialisierte er sich auf das Brechen sowjetischer Verschlüsselungen und übernahm immer mehr leitende Funktionen in der Chi-Stelle. Im Jahr 1941 wurde er zusammen mit ihr nach Ostpreußen verlegt. Ein Jahr später, im Mai 1942, ging es nach Schytomyr, in den Süden des damals von der Wehrmacht besetzten Teils der Sowjetunion. Im Sommer desselben Jahres erwirkte er seine Versetzung zur „III Abt./LN.Rgt. 1“ (dritte Abteilung des ersten Luftnachrichtenregiments). Es war in Riga stationiert. Dort, verantwortlich für die kryptologische Gruppe der Auswertekompanie, blieb er ein Jahr lang bis in den Sommer 1943.
Inzwischen war er auch mehrfach befördert worden: im Juli 1937 zum Gefreiten, im August 1940 zum Unteroffizier, im Januar 1941 zum Feldwebel, im April 1941 zum Leutnant und im Juli 1943 zum Oberleutnant. Am 16. Dezember 1941 war ihm das Kriegsverdienstkreuz I. Klasse mit Schwertern verliehen worden. Anfang 1940 und Anfang 1943 wurden seine Kinder geboren.

### Nach dem Zweiten Weltkrieg
Unmittelbar nach dem Krieg, wurde er von der United States Army verhaftet und am 12. August 1945 vom Target Intelligence Committee (TICOM) verhört. Er berichtete ausführlich über seine Arbeiten (siehe auch: TICOM-Reporte unter Weblinks). Später arbeitete er eine Zeit lang als traducteur rédacteur („Übersetzer-Redakteur“) für das Deuxième Bureau, den französischen Militär-Auslandsgeheimdienst, bevor er im Jahr 1957 in die Luftwaffe der Bundeswehr eintrat. Er wurde bis zum Oberstleutnant befördert.
Im Jahr 1959 verfasste er einen Aufsatz für die amerikanische National Security Agency (NSA), der dort im internen Journal unter dem Titel „Cryptanalysis in the German Air Force“ (Kryptanalyse bei der deutschen Luftwaffe) erschien. Dieser Aufsatz wurde erst im Jahr 2008 deklassifiziert (siehe Kapitel Schriften).

## Vermächtnis
Nach seinem Tod in den späten 1980er-Jahren wurde bekannt, dass er mehr als 600 original ausgefüllte Spruchzettel mit verschlüsselten Enigma-Funksprüchen besessen hatte. Wie er zu diesem Besitz gekommen war, ist unklar. Möglicherweise hat er sie nach dem Krieg erhalten oder aber er hatte sie während des Krieges an sich genommen. Letzteres war streng verboten. Laut damals geltender Vorschrift hätten die Spruchzettel unmittelbar nach Absenden der Nachricht (blaue Nummer) beziehungsweise nach Empfang (rote Nummer) und Entschlüsselung vernichtet werden müssen. Dadurch, dass dies nicht geschah, sind mehrere hundert Original-Enigma-Funksprüche der Heeresgruppe Nord (HG Nord) aus dem Jahr 1941 erhalten geblieben. Diese gelangten nach dem Tod von Werther in den Besitz von Michael van der Meulen, einem deutschen Hobby-Kryptologen, und über ihn an Geoff Sullivan und Frode Weierud, ein britischer beziehungsweise norwegischer Hobby-Kryptologe. Ihnen gelang es bis zum Jahr 2005, einen Großteil der Sprüche zu entziffern, ohne zuvor die Schlüssel zu kennen, und die teilweise verstümmelten Klartexte aufzudecken.
Die Funksprüche beinhalten zumeist rein taktische Nachrichten, wie Munitionsanfragen, aus den Anfangsmonaten des Unternehmens Barbarossa, also des deutschen Überfalls auf die Sowjetunion. Dazu kommen weitere über hundert aus demselben Zeitraum (1941) ebenfalls von der HG Nord, die jedoch mithilfe eines Handschlüsselverfahrens, dem sogenannten „Truppenschlüssel“, einer Variante des Doppelkastenschlüssels, chiffriert worden waren. Außerdem gibt es noch weitere über hundert Enigma-Sprüche aus dem Jahr 1945, viele davon aus dem Konzentrationslager Flossenbürg. Unter anderem ein Spruch, der bei der Aufklärung der Todesumstände von General Friedrich von Rabenau entscheidend half. Näheres hierzu findet sich in Crypto Cellar Research (siehe auch: Weblinks).

## Schriften (Auswahl)
- Cryptanalysis in the German Air Force. NSA Technical Journal 4 (2), S. 73–89, 1959 (englisch), PDF; 5,2 MB